# Pylopaguropsis keijii
Pylopaguropsis keijii är en kräftdjursart som beskrevs av McLaughlin och Haig 1989. Pylopaguropsis keijii ingår i släktet Pylopaguropsis och familjen eremitkräftor. Inga underarter finns listade i Catalogue of Life.